# Cry Tough
Cry Tough è un singolo del gruppo musicale statunitense Poison, il primo estratto dal loro album di debutto Look What the Cat Dragged In nel 1986.
Inizialmente il brano non riuscì a entrare in classifica. Fu solo con il successo del singolo Talk Dirty to Me, diversi mesi dopo, che raggiunse il 97º posto della classifica britannica.

## Tracce
1. Cry Tough – 3:34
2. Look What the Cat Dragged In – 3:11

## Classifiche
| Classifica (1987) | Posizione massima |
| ----------------- | ----------------- |
| Regno Unito       | 97                |